# Цветан Цветанов (комунист)
Цветан Търпев Цветанов (Цветков) е български комунистически активист.

## Биография
Роден е на 16 февруари 1910 година в дебърското село Пискупщина, тогава в Османската империя. Баща му Тръпко (Търпе) Цветанов или Цветков е каменоделец, доброволец в Македоно-одринското опълчение. По професия, подобно на баща си, Цветан е каменоделец. През 30-те години се установява в София, където работи по обществени и частни постройки. Включва се активно в синдикалното и комунистическото движение. Член е на комунистическата група на строителните работници и е неин секретар. След Деветнадесетомайския преврат в 1934 година е интерниран в Малко Търново. По-късно е многократно арестуван. След началото на операция „Барбароса“ през лятото на 1941 година е затворен в лагера Кръстополе. Освободен е в края на 1943 година, продължава да се занимава с комунистическа дейност и става комунистически партизанин. Загива при неизяснени обстоятелства в 1944 година.